# Simtuna härad
Simtuna härad var ett  härad i västra Uppland. Häradet omfattade den västra delen av nuvarande Heby kommun, den nordvästra delen av Enköpings kommun och den östligaste delen av Sala kommun. Den totala arealen mätte 609 km² och befolkningen uppgick år 1915 till 11 115 invånare. Tingsställe var till 1888 Karleby för att då flytta till Heby och 1960 till Sala.

## Geografi
Simtuna härad var beläget omkring övre loppet av Örsundaån som i norr kallas Hårsbäcksdalen, och sträckte sig väster ut till Sagån och gränsen mot landskapet Västmanland. Landskapet bestod av en delvis skogsbruten slättbygd omgiven av skogsområden, och kallas runt Fjärdhundra för Marstallen vilket ursprungligen var ett av Upplands största sankängsområden som sedermera dikades ut och blev till jordbruksmark. Häradet genomkorsades i nordsydlig riktning av Enköpingsåsen och gränsade i söder till Åsunda härad, i öster till Torstuna härad, i norr till Våla härad och i väster till Övertjurbo och Yttertjurbo härader.
Häradet saknade köpingar men hade ett municipalsamhälle – Heby belägen 48 km väster om Uppsala – som numera också är den största tätorten.

### Socknar
Simtuna härad omfattade socknarna:
I Enköpings kommun
- Altuna
- Frösthult
- Simtuna

I Heby kommun
- Enåker
- Västerlövsta (del av)
- Nora (del av)

I Sala kommun
- Norrby
- Tärna

Längst i norr och sydväst hör smärre delar av häradets område till socknar inom Våla, Övertjurbo och Yttertjurbo härader.

## Historia
Simtuna härad var en del av det medeltida uppländska folklandet Fjädrundaland. Namnet, som år 1296 skrevs Symbætunum och år 1314 Simbohundæri, tros komma av ordet simbo(a) med betydelsen de som bor vid den trögflytande ån samt -hundare som avsåg de uppländska häraderna. Ordet -tuna antyder en inhägnad eller marknadsplats och har avsett platsen kring kyrkan och socknen omkring, men har med tiden kommit att benämna hela häradet. Häradets tingsplats var ursprungligen belägen vid Simtuna kyrka strax väster om samhället Fjärdhundra. Här uppfördes år 1688 Karleby tingshus som efter detta kom att tjäna som tingsplats år häradet. I ett område söder om kyrkan kallat Vadsbacke har ett 30-tal gravar , den äldsta omkring 2 500 år gammal och de yngsta c:a 1 000 år, återfunnits. Fynden tyder på att området varit centrum för stormannaätter under många hundra år. Vid Skutters skans c:a 5 km söder om kyrka återfinns en fornborg från järnåldern. 
Simtuna härad är en av de alternativa platserna för det medeltida Slaget vid Gestilren, vilket under de senaste åren gjorts känt genom Jan Guillous böcker om Arn. Slaget som var en avgörande del i uppgörelserna kring Sveriges enande stod år 1210 eventuellt vid byn Gästre i Frösthults socken söder om Fjärdhundra. Vid Revelsta i Altuna socken fanns under medeltiden en kungsgård, som figurerar som platsen där kung Karl Knutsson (Bonde) år 1439 tillfångatog riksdrotsen Krister Nilsson (Vasa) och därmed ändade dennes tid som länsherre över bl.a. Simtuna härad.
Den största utvecklingen i Simtuna härad skedde annars i och med anläggandet av Enköping-Heby-Runhällens Järnväg (EHRJ) i början av 1900-talet. Stationsbebyggelse uppstod i bl.a. Fjärdhundra som namngavs efter en namnförvrängning av folklandsnamnet, men också i Ådalen-Högsberga i Altuna socken, i Heby i Västerlövsta socken där järnvägen knöts samman med Norra stambanan (nuvarande Dalabanan), samt i Runhällen i Enåkers socken där järnvägen slutade. Här knöts den samman med Sala-Gysinge-Gävle järnväg (SGGJ) och en stor bangård anlades. Heby växte fram under 1800-talet som ett centrum för tegelindustrin i Sverige.

## Län, fögderier, domsagor, tingslag och tingsrätter
Häradet hörde mellan 1641 och 1646 till Sala län, i övrigt fram till 1971 Västmanlands län. Från 1971 överförde Altuna, Frösthults och Simtuna socknar till Uppsala län och 2007 Enåkers och Västerlövsta socknar. Församlingarna i häradet tillhör(de) Uppsala stift samt Västerås stift (för församlingarna i Sala kommun).
Häradets socknar hörde till följande fögderier:
- 1720-1880 Väsby fögderi
- 1881-1945 Salbergs-Väsby fögderi
- 1946-1990 Sala fögderi för Enåkers, Norrby, Tärna och Västerlövsta socknar
- 1946-1970 Västerås fögderi för Altuna, Frösthults och Simtuna socknar
- 1971-1990 Enköpings fögderi för Altuna, Frösthults och Simtuna socknar

Häradets socknar tillhörde följande domsagor, tingslag och tingsrätter:
- 1680-1887 Simtuna tingslag inom Simtuna, Torstuna, Våla, Över- och Yttertjurbo häraders domsaga från 1850-talet benämnd Västmanlands östra domsaga
- 1888-1970 Västmanlands östra domsagas tingslag inom Västmanlands östra domsaga

- 1971-2005 Enköpings tingsrätt (före 1980 benämnd Uppsala läns södra tingsrätt) och dess domsaga för socknarna i Enköpings kommun
- 1971-2001 Sala tingsrätt och dess domsaga för socknarna i Heby kommun och Sala kommun
- 2001- Västmanlands tingsrätt (och dess domsaga för socknarna i Sala kommun och till 2007 för socknarna i Heby kommun
- 2005- Uppsala tingsrätt och dess domsaga för socknarna i Enköpings kommun samt från 2007 för socknarna i Heby kommun

### Webbkällor
- Nationella arkivdatabasen för uppgifter om fögderier, domsagor, tingslag och tingsrätter